# 科羅斯季夫齊
49°1′43″N 28°1′55″E / 49.02861°N 28.03194°E
科羅斯季夫齊（烏克蘭語：Коростівці），是烏克蘭的村落，位於該國西南部文尼察州，由日梅林卡區負責管轄，面積1.45平方公里，海拔高度301米，2001年人口551，人口密度每平方公里380人。